# پیتر یانس سنردام
پیتر یانس سنردام (هلندی: Pieter Jansz. Saenredam؛ ۹ ژوئن ۱۵۹۷ – ۳۱ مهٔ ۱۶۶۵) نقاش اهل هلند بود.
وی در عصر طلایی نقاشی هلند در قرن ۱۷ میلادی زندگی می‌کرده و بیشتر آثارش با موضوع ساختمان‌ها و کلیساها بوده‌است.

## نگارخانه

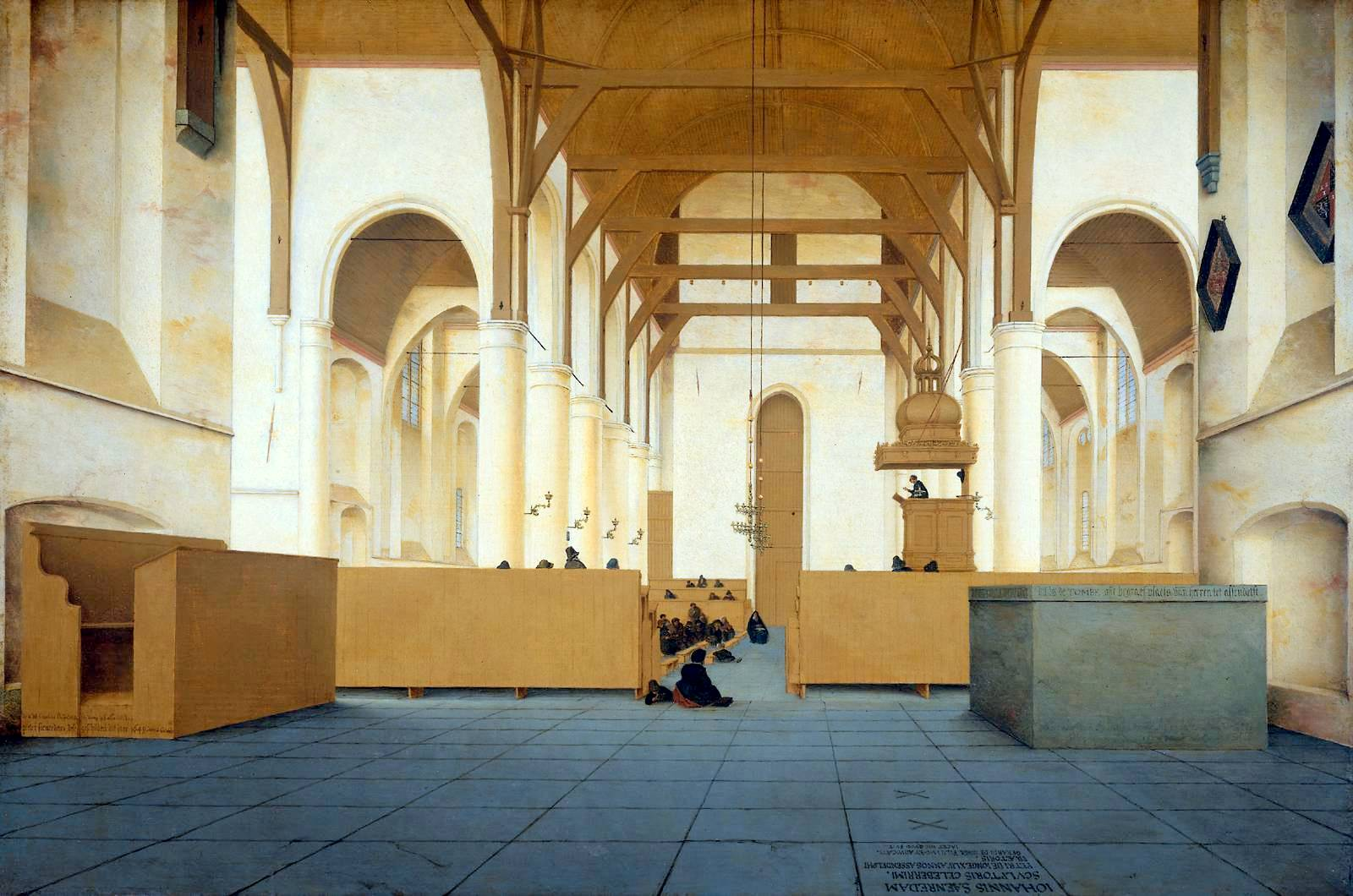
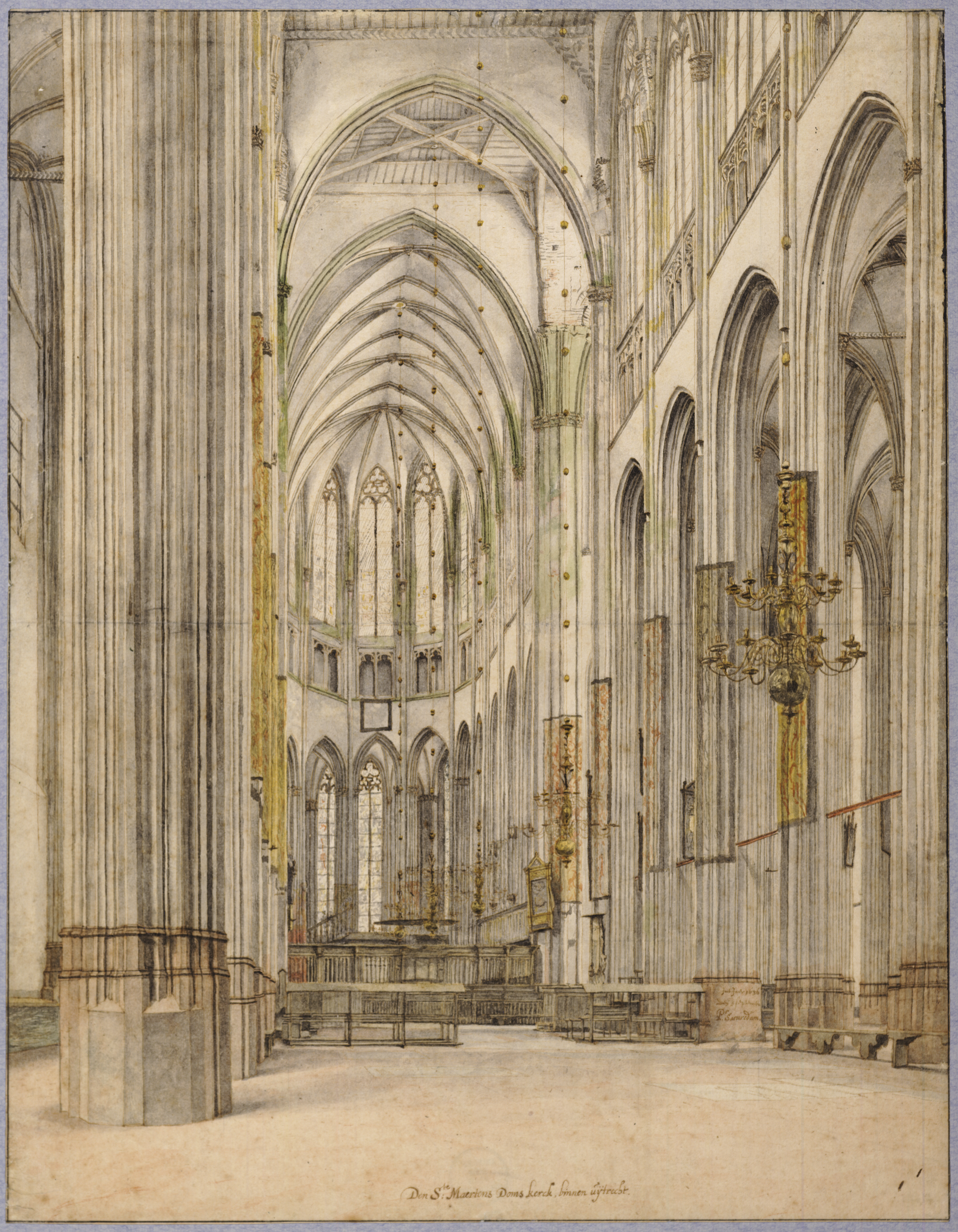
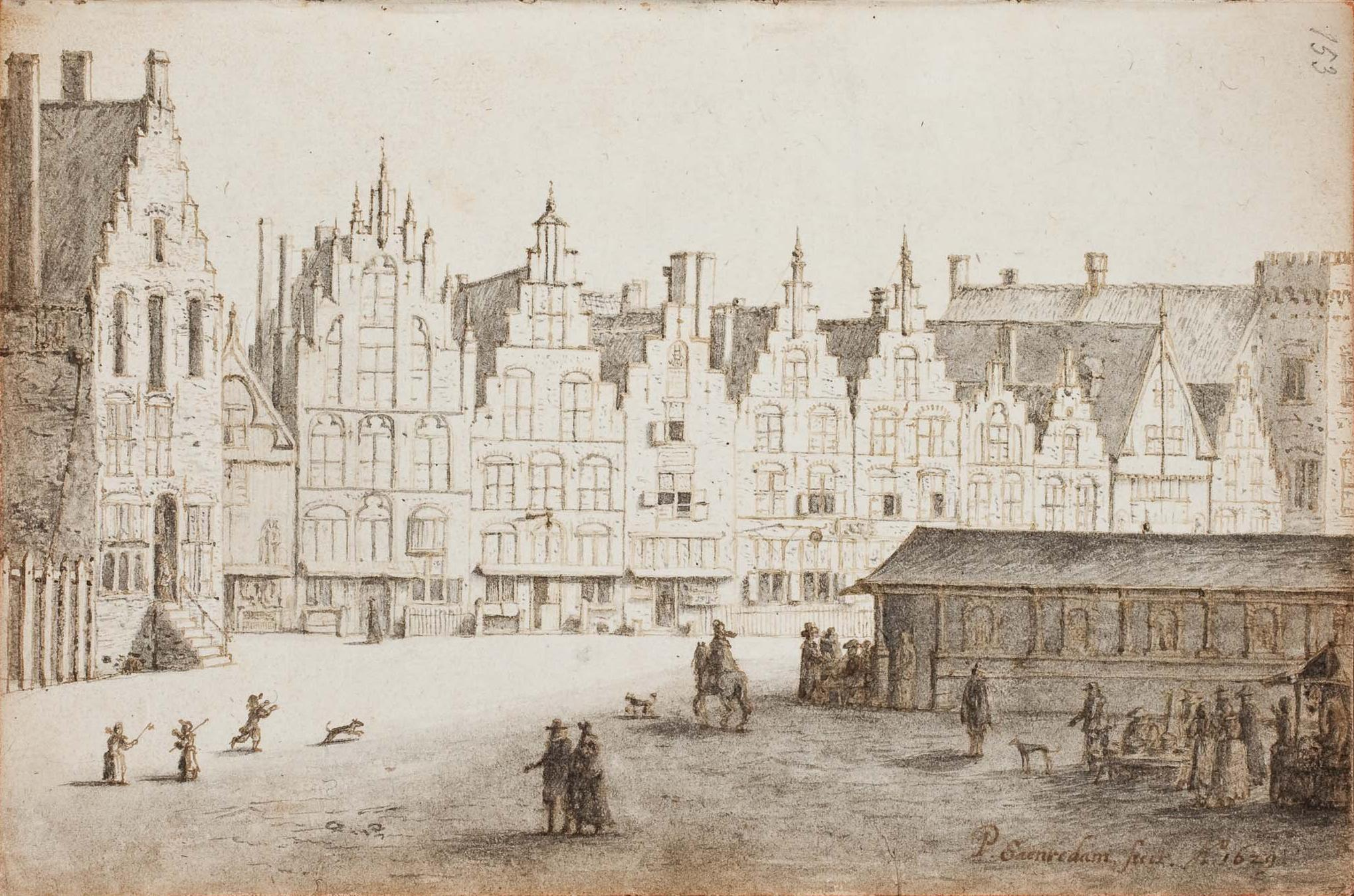
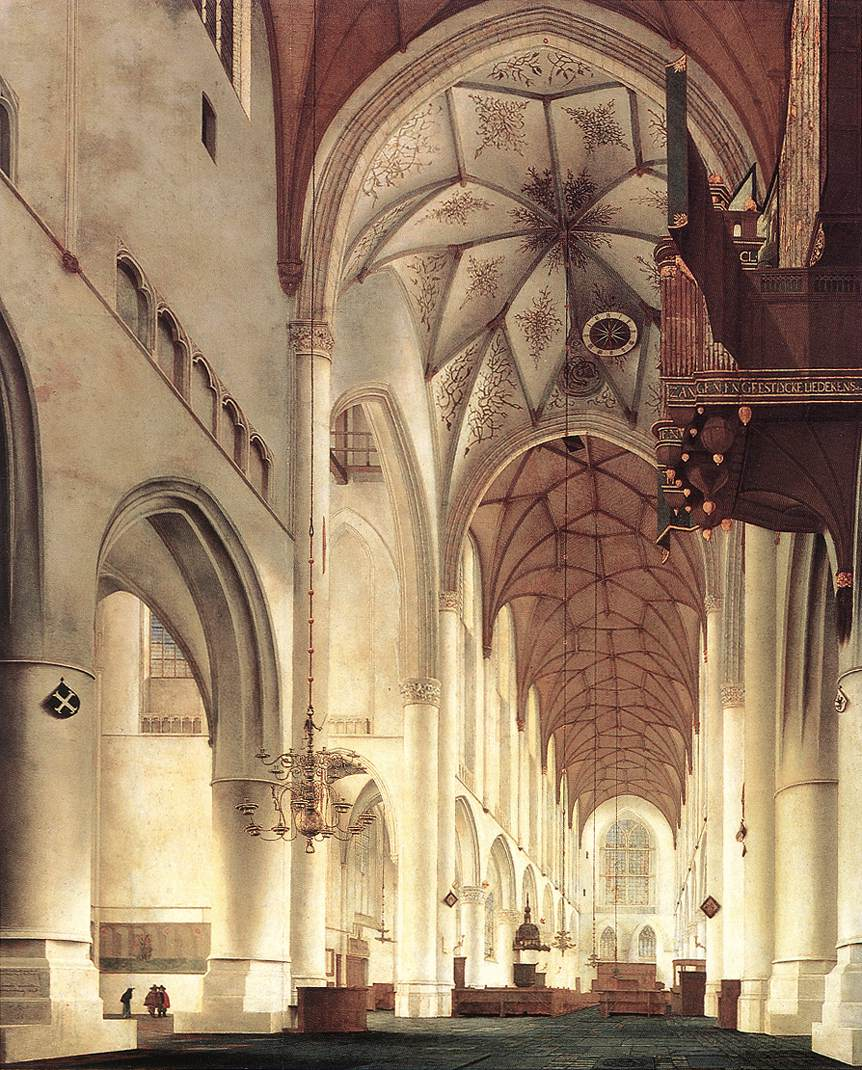
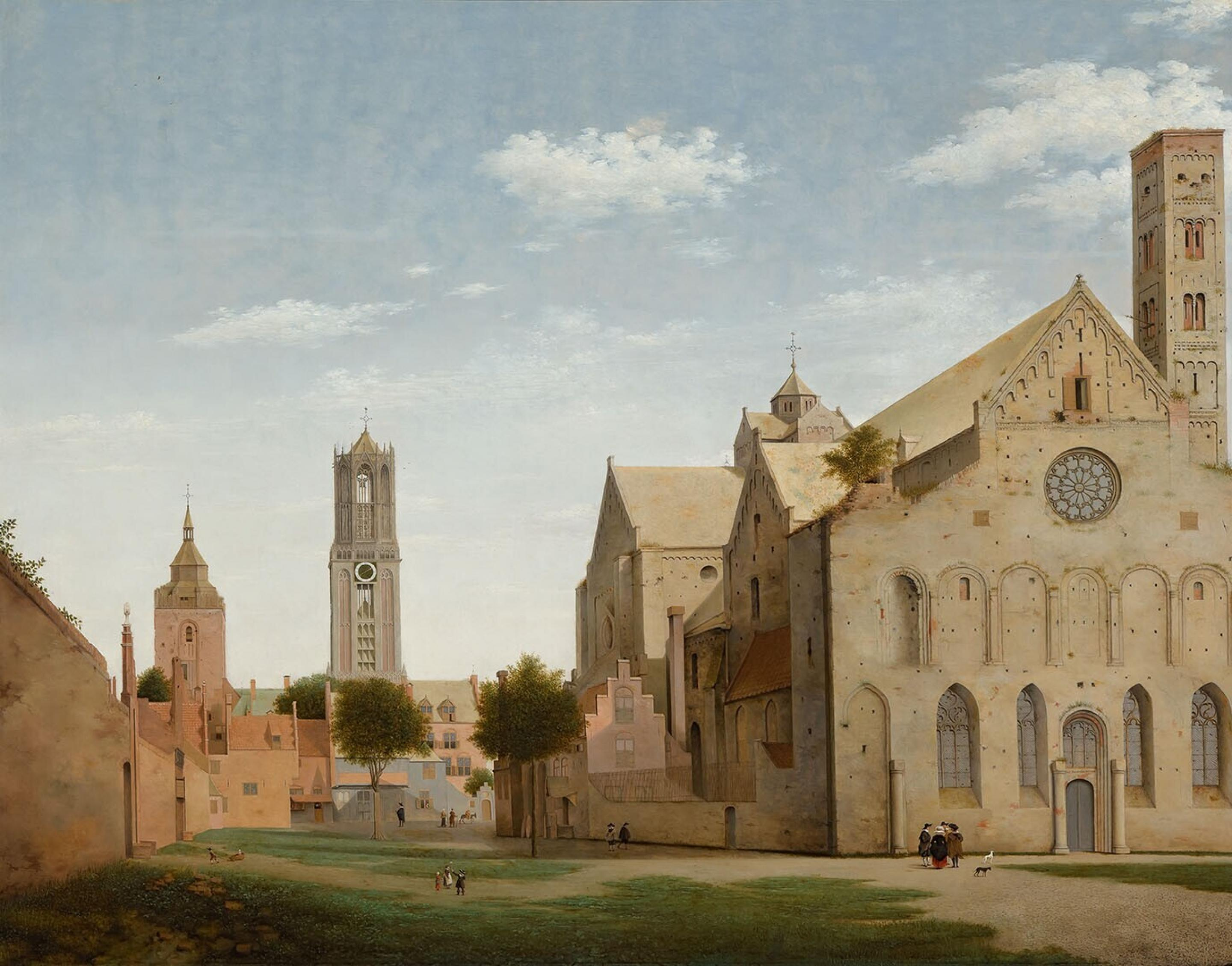